# Småtjärnen (Silleruds socken, Värmland, 659299-130282)
Småtjärnen är en sjö i Årjängs kommun i Värmland och ingår i Göta älvs huvudavrinningsområde.